# Clubiona filifera
Clubiona filifera là một loài nhện trong họ Clubionidae.
Loài này thuộc chi Clubiona. Clubiona filifera được Pakawin Dankittipakul miêu tả năm 2008.